# Levý Hradec

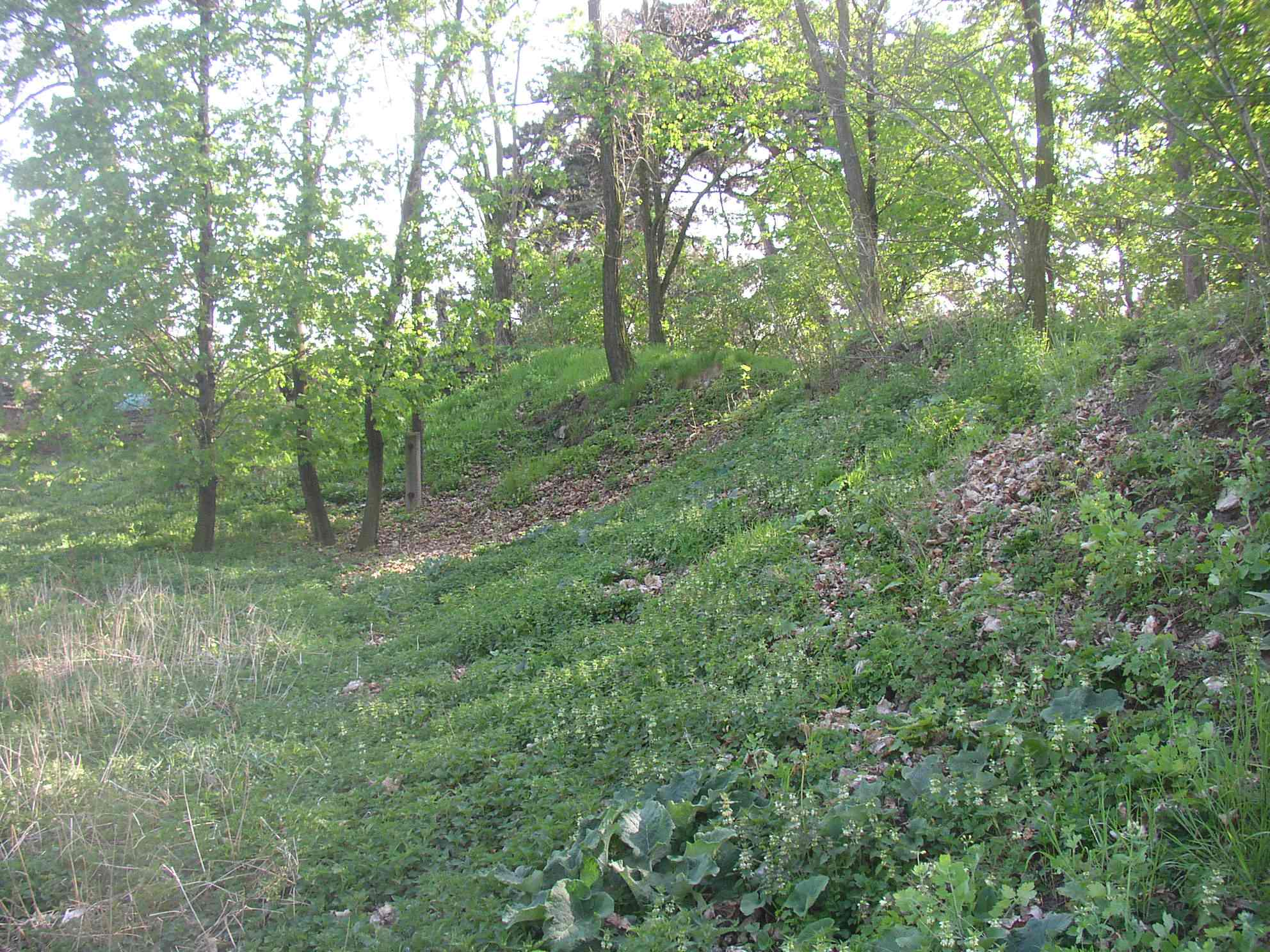
Los restos de la fortificación de la línea interior.

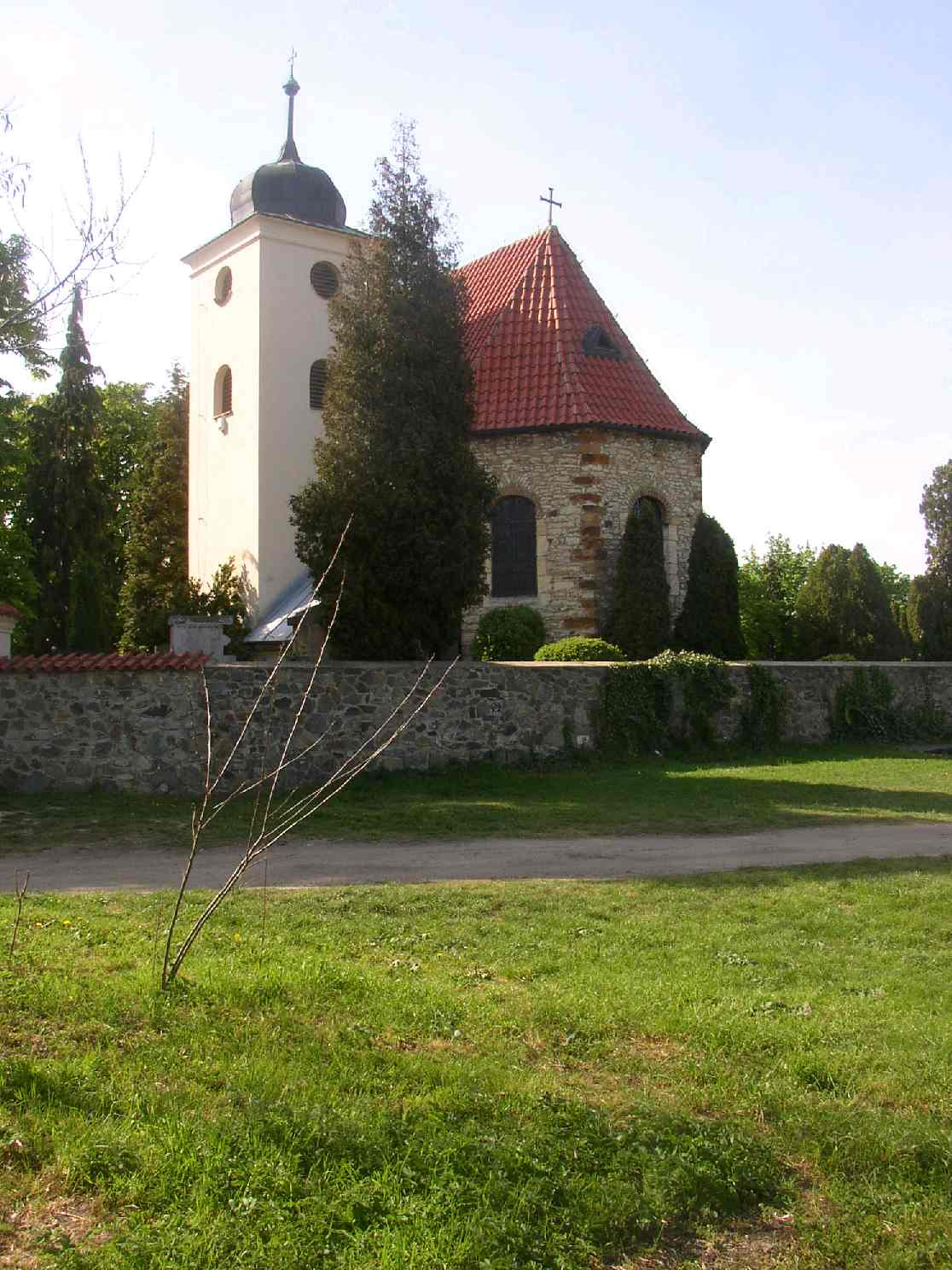
St. Clement church desde el SE.

Levý Hradec era un pueblo-fortaleza medieval, también conocido como primer centro de poder del estado de los Premyslidas. Está situado en el territorio de la ciudad Roztoky, a 10 km al noroeste del centro de Praga. La primera mención sobre Levý Hradec ya la podemos encontrar en la Crónica de Cosmas. El primer acontecimiento histórico sobre Levý Hradec fue la fundación de la iglesia cristiana más antigua de la República Checa, por el príncipe Bořivoj, que se produjo probablemente entre 882 y 884, después de su bautismo en Moravia.

## Historia
Los primeros príncipes de la dinastía Premyslida comenzaron a construir la sede central en el Castillo de Praga en el cambio de los siglos IX y X, así como una red de  los pueblos-fortaleza en el centro de Bohemia como pilares estratégicos de su poder. Levý Hradec pertenecía al pueblo-fortaleza interior.
La importancia del territorio Levý Hradec a finales del siglo X, la demuestra el hecho de que aquí Vojtěch de la dinastía Slavníkovci fuera elegido obispo de Praga el 19 de febrero de 982. Asimismo, los funcionarios reales se establecieron en Levý Hradec incluso en tiempos de Ottokar I, como lo demuestran los documentos de los años 1221 y 1233.

## Laiglesia de San Clemente
La iglesia checa más antigua consagrada a San Clemente es la primera iglesia cristiana en Bohemia. Fue fundada por el príncipe Bořivoj, el primero históricamente documentado Premyslida a principios del siglo IX. Además tuvo un lugar importante en la formación temprana de principios del estado checo.
De la iglesia original se han conservado únicamente los fundamentos de la rotonda bajo el suelo de la iglesia. La iglesia fue ampliada y reconstruida varias veces durante la época gótica y renacentista, y después nuevamente en el siglo XVII.
En 1656 fue construido un campanario. Entre 1673 y 1684 demolieron la parte restante de la rotonda y construyeron nave barroco rectangular.